# Макинка
Ма́кинка (каз. Макинка) — село у складі району Біржан-сала Акмолинської області Казахстану. Адміністративний центр Макинського сільського округу.
Населення — 1233 особи (2021; 2013 у 2009, 1900 у 1999, 2413 у 1989).
Національний склад станом на 1989 рік:
- росіяни — 41 %;
- німці — 36 %.